# Civitella del Tronto
Civitella del Tronto – miejscowość i gmina we Włoszech, w regionie Abruzja, w prowincji Teramo.
Według danych na rok 2004 gminę zamieszkiwało 5217 osób, 67,8 os./km².